# Радянсько-тонганські відносини
Тонга та СРСР встановили офіційні дипломатичні відносини у 1976. Тонга була першою острівною країною Тихого океану, яка встановила відносини із СРСР.

## Огляд
У середині 1970-х вся Океанія була міцно пов'язана із Західним блоком у контексті холодної війни, і Радянський Союз, незважаючи на те, що його східне узбережжя знаходилося на Тихому океані, був виключений з участі у регіональних справах. Тим часом Тонга нещодавно відновила повний суверенітет після протекторату Сполученого Королівства та встановлює свою власну зовнішню політику. Приєднуючись до Заходу, Тонга звернулася за допомогою з метою розвитку до своїх західних партнерів. Крок Тонги щодо встановлення відносин із СРСР відразу ж пішов за відмовою Австралії фінансувати модернізацію та розширення міжнародного аеропорту Фуаамоту і був широко сприйнятий в Австралії як засіб, використаний урядом Тонги для тиску на Захід з метою збільшення його допомоги Тонзі. Після цього уряд Австралії оголосив, що таки профінансує модернізацію аеропорту, і в 1977 збільшив загальну економічну допомогу Тонзі (з 406 000 австралійських доларів до більш ніж 1 000 000 австралійських доларів), перш ніж у 1980 відкрити в Нукуалофі.
У 1987 Тонга знову «розіграла радянську карту» (за словами Е. Хаффера), коли тодішній наслідний принц Сіаосі Тауфа'ахау Мануматаого Тукуахо Тупоу здійснив державний візит до Радянського Союзу і заявив у той час як у Москві говориться, що «Тонга і Радянський Союз пов'язані, а не розділені Тихим океаном», додавши, що «СРСР [є] тихоокеанською країною із законними інтересами в регіоні». Відносини між Москвою та Нукуалофом залишалися скоріше прагматичними, ніж ідеологічними. Тонга на той час була квазіабсолютною монархією без ідеологічної симпатії до комунізму.

## Джерело
- HUFFER, Elise, Grands hommes et petites îles: La politique extérieure de Fidji, de Tonga et du Vanuatu, Париж: Orstom, 1993, ISBN 2-7099-1125-6, стор 272-282